# Varas Dulces
Varas Dulces är en ort i Mexiko.   Den ligger i kommunen Cuquío och delstaten Jalisco, i den centrala delen av landet, 400 km väster om huvudstaden Mexico City. Varas Dulces ligger 1 746 meter över havet och antalet invånare är 183.
Terrängen runt Varas Dulces är kuperad, och sluttar söderut. Runt Varas Dulces är det ganska tätbefolkat, med 56 invånare per kvadratkilometer. Närmaste större samhälle är Acatic, 15,2 km öster om Varas Dulces. I omgivningarna runt Varas Dulces växer huvudsakligen savannskog.